# Tatort: Messer
Messer ist ein Fernsehfilm aus der Krimireihe Tatort. Der vom ORF produzierte Beitrag ist die 1300. Tatort-Episode und wurde am 13. April 2025 im SRF, im ORF und im Ersten ausgestrahlt. Es ist der 59. Fall des österreichischen Ermittlers Moritz Eisner und der 35. gemeinsame Fall des Ermittlerteams Eisner/Fellner.

## Handlung
Ermittlerin Bibi Fellner erwägt, die Mordkommission zu verlassen und holt sich Rat bei ihrem inhaftierten Freund Inkasso Heinzi.
Vor seinem Wohnhaus wird André Brauer, egomanischer Chefkoch des Wiener Spitzenrestaurants Efeukron, erstochen aufgefunden.
Ermittlerin Bibi Fellner und Kommissar Moritz Eisner stoßen bei ihren Untersuchungen auf ein explosives Netz aus Machtkämpfen, Drogen, Eifersucht und geheimen Affären – vor allem rund um den Sous-Chef Lars Eidmann, dessen Halbbruder „Ratte“ Masler und Alicia Brauer, die Ehefrau des Opfers.
Masler hatte entdeckt, dass Brauer seinen Halbbruder davon abhält, sich einer lebensnotwendigen Operation zu unterziehen. Im Streit darüber hat er Brauer erstochen.

## Hintergrund
Der Film wurde vom 3. Juni 2024 bis zum 5. Juli 2024 in Wien gedreht. Als Drehort für das fiktive Gourmet-Restaurants Efeukron diente das Shiki in der Krugerstraße im 1. Wiener Gemeindebezirk Innere Stadt.

## Rezeption

### Kritiken
„Spätestens seit der grandiosen Serie ‚The Bear‘ oder dem Film ‚The Menu‘ braucht es einiges, um die grausamen Arbeitsbedingungen in der Spitzengastronomie ähnlich schillernd darzustellen. An das dauernde ‚Yes, Chef‘ aus ‚The Bear‘ reicht ‚Ja, Chef‘ nicht heran. Dagegen ist der Wiener ‚Tatort‘ ein fader Abklatsch.“

„Regisseur Gerald Liegel hat die Story von Sarah Wassermair in eine atmosphärisch stimmige, mit vielen schönen Details aus der Welt der Spitzengastronomie angereicherte Milieustudie gebettet. Und bei Eisner und Feller [sic] kriselt es gewaltig. Helfen kann da nur einer: Inkasso-Heinzi. Simon Schwarz gibt mit seiner Paraderolle als Wiener Stritzi ein Gastspiel. Ein Krimi voll Spannung, Spaß und – wenn die Kommissare sich anschweigen – auch Poesie und Tragik. (Anm.: Der Autor vergibt viereinhalb von sechs möglichen Punkten.)“

„Motivik und Auflösung des Falles sind nicht sonderlich schwierig. Der Wiener ‚Tatort‘ macht selten Experimente, was gut ist. Haften bleiben von der soliden Inszenierung (Regie: Gerald Liegel) neben höllischen Küchenszenen auch meditative Momente aus der Haute Cuisine. Das ist fast schon Foodporn, was Foodblogger-Herzen höher schlagen lässt. Und die Sprüche von ‚Inkasso Heinzi‘ (Simon Schwarz), einem Freund im Knast, dem sich Bibi Fellner in ihrer privaten Not bei Besuchen anvertraut.“

### Einschaltquoten
Die Erstausstrahlung von Messer am 13. April 2025 wurde in Deutschland von 8,44 Millionen Zuschauern gesehen und erreichte einen Marktanteil von 32,0 % für Das Erste.